# Fédération éthiopienne d'athlétisme
La Fédération éthiopienne d'athlétisme (en anglais : Ethiopian Athletic Federation (EAF) est la fédération nationale d'athlétisme en Éthiopie fondée en 1961 et siégeant à Addis-Abeba. C'est avec la victoire d'Abebe Bikila lors du marathon des Jeux olympiques de Rome en 1960 que la Fédération remporte son premier podium. depuis elle a remporté, jusqu'en 2016 inclus, 53 médailles olympiques, toutes dans le fond et le marathon, malgré 3 boycotts.
Sa présidente est Derartu Tulu depuis 2018. Haile Gebrselassie a été président de 2016 à 2018.
Elle est affiliée à l'Association internationale des fédérations d'athlétisme (IAAF) depuis 1956, ainsi qu'à la Confédération africaine d'athlétisme (CAA) qui gère les compétitions au niveau continental. Lors de sa première participation aux Jeux olympiques de Melbourne en 1956, son équipe est composée de 12 athlètes tous masculins qui sont engagés sur 100 m, 200 m, 400 m, 800 m, 1500 m, marathon et les 2 relais et sont tous éliminés dès les séries.